# Palle Julsgart
Palle Lykke Julsgart (født 15. marts 1944 i København) er dansk kunstner, som har boet på Færøerne siden 1985. Julsgart er billedhugger og kunstmaler. Han er også indehaver at Galleri Oyggin i Tvøroyri, som fremviser færøsk og nordisk kunst. I juni 2005 besøgte Dronning Margrethe og Prins Henrik Galleri Oyggin. Palle Julsgart underviser i kunstmaling på aftenskole og om sommeren arrangerer han kunstrejser til Færøerne, hvor han selv underviser og også står for udflugter. Palle Julsgart er selvlært kunstmaler, men han har deltaget i flere forskellige sommerkurser, bl.a. på Holbæk Kunsthøjskole, Ærø, Langeland og Helnæs. Derudover har han modtaget privat undervisning hos Fritz Bro Pedersen, som underviser på Århus Kunstakademi. Han har også været på studierejser til Kina, Egypten og Jerusalem. Palle og hans kone Ebba ejer og driver også butikken Tangabúðin, som er overfor galleriet og ved siden af pladsen med skulpturerne. Tangabúðin sælger is, slik, bøger, ugeblade, aviser, kontorartikler, gaveartikler mm.

## Galleri Oyggin
Galleri Oyggin er et kunstgalleri i Tvøroyri med skiftende udstillinger af færøske såvel som nordiske kunstnere. Det er mest malerkunst som udstilles, men til tider fremstilles også anden kunst på galleriet. Oyggin åbnede i 1999. Der er også en kafé inde i galleriet. Palle Julsgart og hans færøske kone Ebba bor i samme hus, galleriet er i stueetagen i deres hjem. Rundt omkring galleriet er en eksotisk have med planter og træer af forskellig slags. I 2010 udvidede Julsgart sin have med et orangeri med eksotiske planter og frugttræer. Blandt disse planter og træer findes forskellige skulpturer, som Julsgart har lavet. Overfor galleriet er en plads, hvor flere af Julsgart's skulpturer er placeret, bl.a. "Visioner" fra 1999, "Det Blå Element" og "Frihed" fra 2004.

## Kunstrejser til Suðuroy
Julsgart har de senere år arrangeret kunstrejser til Suðuroy på Færøerne i perioden fra april til juli med ophold på 1 uge i Tvøroyri. Undervisningen foregår oftest i den lille bygd Fámjin, som ligger på vestkysten. Suðuroy's vestkyst består ellers for det meste af lodrette eller næsten lodrette klipper. Fámjin er den eneste bygd på Suðuroy, som vender mod vest, Sumba ligger også på vestkysten, men vender mod sydvest. Julsgart underviser selv på disse kurser og er ofte også rejseleder på diverse udflugter. Selve rejsen til Færøerne arrangeres af 62°Nord.